# Sapromyza conspicua
Sapromyza conspicua är en tvåvingeart som beskrevs av Malloch 1929. Sapromyza conspicua ingår i släktet Sapromyza och familjen lövflugor. Inga underarter finns listade i Catalogue of Life.